# Erich Baumgartl
Erich Baumgartl (* 28. Februar 1926 in Chemnitz) ist ein deutscher Ingenieur und ehemaliger Hochschullehrer.

## Leben
Nach dem Schulbesuch studierte Baumgartl an der Technischen Hochschule Dresden und promovierte zum Dr.-Ing. 1956 wurde er zum Direktor des Institutes für Werkstoffkunde an der Hochschule für Maschinenbau Karl-Marx-Stadt berufen. Sein Forschungsschwerpunkt waren die beiden Fachgebiete Werkstoffkunde und Werkstoffprüfung.

## Schriften (Auswahl)
- Beiträge zur Weiterentwicklung der Werkstoffe für Verbrennungsmotoren. o. O., 1956.
- Werkstoffkunde kurz und einprägsam. Metallische Werkstoffe. 2. Aufl., Leipzig 1967.
- Werkstoffkunde kurz und einprägsam. Metallische Werkstoffe. 6., verb. Aufl., Leipzig 1980.